# Кривенко, Александр Анатольевич

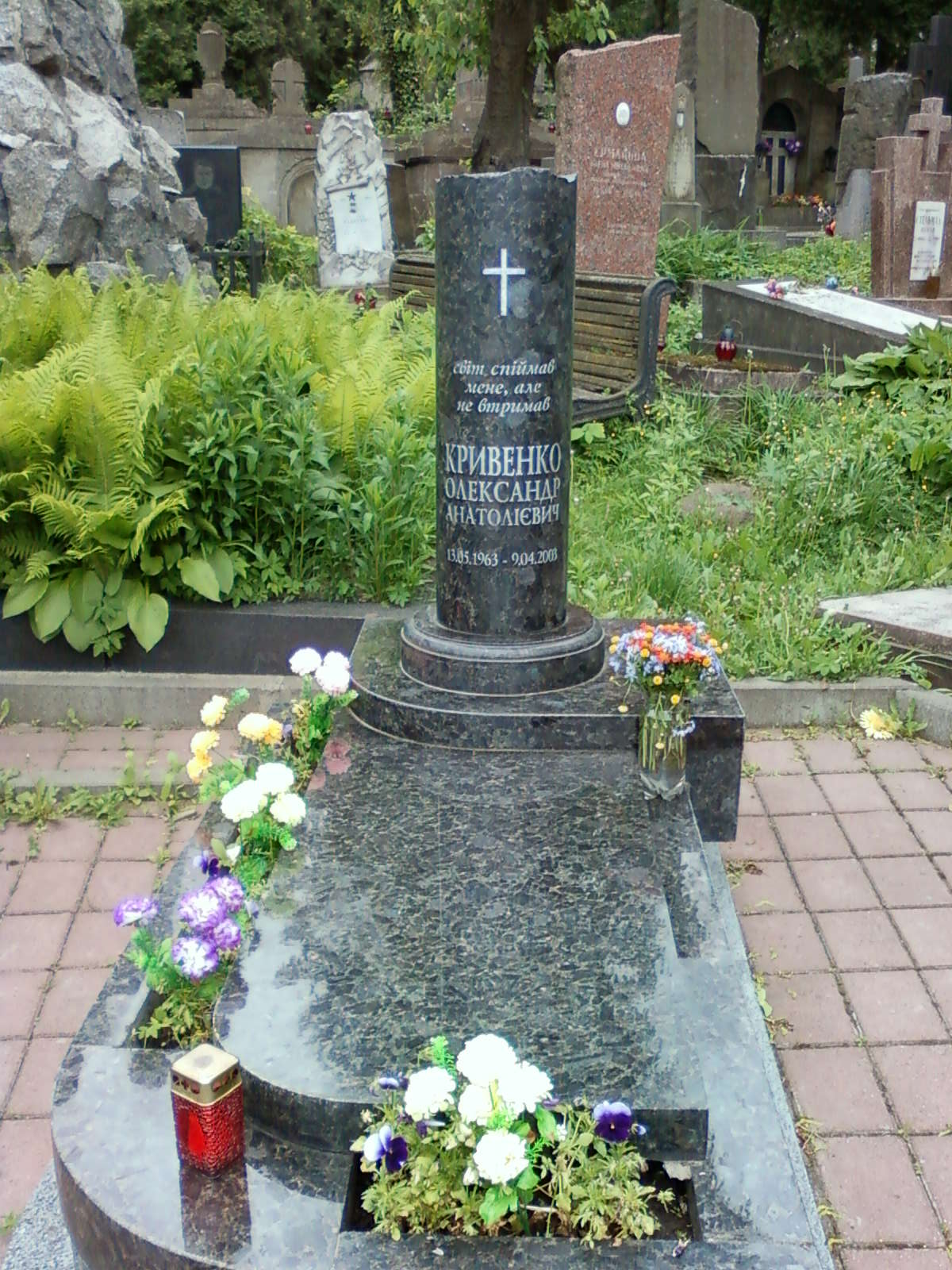
Надгробный памятник на могиле А. А. Кривенко на Лычаковском кладбище (Львов)

Алекса́ндр Анато́льевич Криве́нко (укр. Олександр Анатолійович Кривенко; 13 мая 1963, Львов — 9 апреля 2003, Скибин, Киевская область) — украинский журналист и общественный деятель.

## Биография
Родился в 1963 году во Львове, в семье переселенцев из Винницкой области.
В 1987 закончил филологический факультет Львовского национального университета. Работал на кафедре украинской литературы.
Был одним из организаторов и активистов «Товариства Лева» («Общества Льва»). Принимал участие в создании Общества «Мемориал» имени Василя Стуса, Общества украинского языка им. Т. Г. Шевченко.
Был делегатом Учредительного съезда Народного руха Украины (1989).
В 1990—1994 — депутат Львовского областного совета народных депутатов, председатель комиссии по проблемам молодежи.
С апреля 1989 года — организатор и редактор самиздатовской газеты «Поступ», в 1990—1991 — собственный корреспондент журнала «Пам’ятки України» (Киев).
С июля 1991 до апреля 1995 — главный редактор газеты «Пост-Поступ (Львов)».
Май-ноябрь 1995 — главный редактор информационных программ («Вікна», «Вікна в світ») Международного медиацентра «Интерньюз», в 1996 стал главным редактором Телевизионного информационного агентства «Вікна».
В 1996 стал советником премьер-министра Украины Павла Лазаренко, заместителем руководителя правительственной пресс-службы, входит в Экспертный совет при руководителе правительства. Почти одновременно Кривенко был членом Политсовета Народно-демократической партии Украины. Вскоре НДП начала требовать отставки Лазаренко, и после освобождения последнего от должности Кривенко также оставил государственную службу. Принимал участие в предвыборной кампании партии Лазаренко «Громада» («Община»).
Февраль 1998 — июнь 1999 — главный редактор новостей на телеканале 1+1.
Март 1999 — декабрь 2000 — главный редактор еженедельного журнала «ПіК».
С июня 2001 — президент общественной организации «Хартия 4».
С марта 2001 — директор украинско-польского журналистского клуба «Без предубеждений».
В конце 2001. вернулся в активную политику. Был членом президиума Общественного комитета сопротивления «За правду», на протяжении нескольких месяцев исполнял обязанности пресс-секретаря Форума национального спасения. Однако вследствие несогласия с действиями намерениями некоторых участников ФНП оставил эту должность.
С февраля 2002 возглавлял независимый проект «Громадське радіо» («Общественное радио»). Добивался получения им лицензии на вещание, но безуспешно.
Погиб в автокатастрофе.
Был членом ассоциации «Новая литература», вице-президентом Ассоциации украинских писателей.
Большую часть его творческого наследия составляют статьи и эссе. Соавтор (вместе с Владимиром Павливым) книги «Энциклопедия нашего украиноведения».
В память об А.Кривенко его друзья ежегодно 13 мая присуждают премию его имени украинскому журналисту — носителю ценностей, которым был верен Кривенко.